# Mimomenyllus aruensis
Mimomenyllus aruensis är en skalbaggsart som beskrevs av Stefan von Breuning 1973. Mimomenyllus aruensis ingår i släktet Mimomenyllus och familjen långhorningar. Inga underarter finns listade i Catalogue of Life.